# Norman Shelley
Norman Shelley (16 de febrero de 1903 – 22 de agosto de 1980) fue un actor de nacionalidad británica, conocido principalmente por su trabajo radiofónico, en particular en que desempeñó en el show de la BBC Children's Hour, en el cual destacó su papel de Winnie the Pooh, hasta el extremo de que para los británicos de mediados del siglo XX la voz definitiva de Pooh era la de Shelley. También fue conocido por su papel recurrente como el Coronel Danby en la serie radiofónica The Archers.

## Biografía
Nacido en Chelsea (Londres), sus padres eran Frank Shelley, un pintor, y Alice Glover. Se hizo actor teatral siguiendo los consejos de la actriz y profesora Rosina Fillipi. Su primera actuación tuvo lugar en el Teatro Old Vic en 1919, y en los primeros años veinte viajó en gira con la Charles Doran Shakespeare Company, haciendo papeles como el de Trebonius en Julio César o el de Sebastián en Noche de reyes. En la década de 1920 e inicios de la de 1930 trabajó principalmente en Londres, donde colaboró con las producciones experimentales de Peter Godfrey representadas en el Gate Theatre Studio.
La primera emisión de la BBC en la que participó Shelley tuvo lugar en 1926, aunque previamente había trabajado en la radio en Australia y en Nueva Zelanda. Gradualmente sus intereses pasaron del teatro a la radio, y a finales de los años treinta se había labrado una reputación como un versátil y respetado actor radiofónico. En 1937 se casó con Monica Daphne Brett. Durante la Segunda Guerra Mundial fue miembro de la compañía de repertorio de la BBC, ocupación que dejó para ser piloto de ferry en la Air Transport Auxiliary.
En las décadas de 1930 y 1940 trabajó con regularidad en Children's Hour, siendo famosas sus actuaciones como Dennis el Dachsund en Toytown, y como Winnie the Pooh, personaje que encarnó por vez primera en 1939. También interpretó al Dr. John H. Watson, acompañando a Carleton Hobbs como Sherlock Holmes, a lo largo de un período de más de 25 años.
A finales de la década de 1950 actuó en dramatizaciones grabadas para el sello Argo Records, adaptando obras como Las aventuras de Alicia en el país de las maravillas (1958) y A través del espejo y lo que Alicia encontró allí, ambas dirigidas por Douglas Cleverdon y con Jane Asher interpretando a Alicia. Para la misma compañía hizo el papel del Sapo en El viento en los sauces (1960), con Richard Goolden actuando como el Topo.
Otros personajes que interpretó Shelley fueron Gandalf y Tom Bombadil en el serial radiofónico de 1955 que adaptaba la novela de J. R. R. Tolkien El Señor de los Anillos. Además, en la serie televisiva de la BBC de 1973 Jack the Ripper, Shelley fue el Detective Walter Dew.
En sus últimos años consiguió de nuevo la fama gracias a su papel de Coronel Freddy Danby en el serial radiofónico de la BBC The Archers. Todavía estaba grabando episodios de The Archers en la época de su muerte, la cual se produjo de modo súbito en la estación de metro de Finchley Road, Londres, en 1980. Su esposa había fallecido antes que él, y ambos fueron enterrados en Long Hanborough, Inglaterra.

## Selección de su filmografía
- East Lynne on the Western Front (1931)
- Strawberry Roan (1945)
- We of the West Riding (1945) - narrador
- Daughter of Darkness (1948)
- The Monkey's Paw (1948)
- Blind Man's Bluff (1952)
- The Price of Silence (1959)
- The Angry Silence (1960)
- Very Important Person (1961)
- A Place to Go (1963)